# Zwettl (distrikt)
Zwettl är ett distrikt (Bezirk) i det österrikiska förbundslandet Niederösterreich  och består av följande städer, köpingar och kommuner:

Kommunerna i distriktet Zwettl

Städer
- Allentsteig
- Groß Gerungs
- Zwettl

Köpingar
- Altmelon
- Arbesbach
- Bad Traunstein
- Echsenbach
- Göpfritz an der Wild
- Grafenschlag
- Großgöttfritz
- Gutenbrunn
- Kirchschlag
- Kottes-Purk
- Langschlag
- Martinsberg
- Ottenschlag
- Pölla
- Rappottenstein
- Sallingberg
- Schwarzenau
- Schweiggers
- Schönbach
- Waldhausen

Landskommun
- Bärnkopf